# Welterbe in Haiti

Zum Welterbe in Haiti gehört (Stand 2016) eine UNESCO-Welterbestätte des Weltkulturerbes. Haiti hat die Welterbekonvention 1980 ratifiziert, die bislang einzige Welterbestätte wurden 1982 in die Welterbeliste aufgenommen.

## Welterbestätten
Die folgende Tabelle listet die UNESCO-Welterbestätten in Haiti in chronologischer Reihenfolge nach dem Jahr ihrer Aufnahme in die Welterbeliste (K – Kulturerbe, N – Naturerbe, K/N – gemischt, (G) – auf der Liste des gefährdeten Welterbes).
| Bild                                            | Bezeichnung                                            | Jahr | Typ | Ref. | Beschreibung                                                                         |
| ----------------------------------------------- | ------------------------------------------------------ | ---- | --- | ---- | ------------------------------------------------------------------------------------ |
| Geschichtspark – Zitadelle, Sans Souci, Ramiers | Geschichtspark – Zitadelle, Sans Souci, Ramiers (Lage) | 1982 | K   | 180  | umfasst die Zitadelle La Ferrière, das Schloss Sans Souci und die Ruinen von Ramiers |

## Tentativliste
In der Tentativliste sind die Stätten eingetragen, die für eine Nominierung zur Aufnahme in die Welterbeliste vorgesehen sind. Derzeit (2016) ist eine Stätte in der Tentativliste von Haiti eingetragen, die Eintragung erfolgte 2004. Die folgende Tabelle listet die Stätten in chronologischer Reihenfolge nach dem Jahr ihrer Aufnahme in die Tentativliste.
| Bild                            | Bezeichnung                     | Jahr | Typ | Ref. | Beschreibung                                                                 |
| ------------------------------- | ------------------------------- | ---- | --- | ---- | ---------------------------------------------------------------------------- |
| Historisches Zentrum von Jacmel | Historisches Zentrum von Jacmel | 2004 | K   | 1947 | Historischer Stadtkern der Stadt Jacmel an der Südküste der Insel Hispaniola |